# セキレイ
セキレイ（鶺鴒、鶺䴇）は、スズメ目スズメ亜目セキレイ科の鳥。
イシタタキ、ニワクナブリ、マナバシラなど、かつては様々な名で呼ばれた。
標準和名がセキレイである種はなく、和名にセキレイが含まれるのはセキレイ属 (Motacilla) とイワミセキレイ属 (Dendronanthus) の種である。ただし、イワミセキレイ属はイワミセキレイの1属1種で、大部分はセキレイ属である。日本で普通に見られるセキレイは、セキレイ属のセグロセキレイ（固有種）、ハクセキレイ、キセキレイの3種だが、他に旅鳥などで希に見られる種もある。
主に水辺に住み、長い尾を上下に振る習性がある（ただしイワミセキレイは左右に振る）。イシタタキなどの和名、英名Wagtail(Wag：振る　tail：尾)はその様子に由来する。人や車を先導するように飛ぶ様子がよく観察される。また、中国名の「相思鳥」は雌雄が仲むつまじいからだと言う。

## 分類
セキレイ属 (Motacilla) とイワミセキレイ属 (Dendronanthus) の種を挙げる。
なお、これらにタヒバリ属 (Anthus)、ツメナガタヒバリ属 (Macronyx)、マキバドリモドキ属 (Tmetothylacus) を加えた5属は、セキレイ科（またはセキレイ亜科）を構成する。

### セキレイ属Motacilla
- ハクセキレイ (White Wagtail) Motacilla alba - おそらく側系統
- セグロセキレイ (Japanese Wagtail) Motacilla grandis
- オオハクセキレイ (White-browed Wagtail) Motacilla madaraspatensis
- Mekong Wagtail Motacilla samveasnae
- ハジロハクセキレイ (African Pied Wagtail) Motacilla aguimp
- キガシラセキレイ (Citrine Wagtail) Motacilla citreola - おそらく側系統
- ツメナガセキレイ (Western yellow wagtail) Motacilla flava - 側系統
- キセキレイ (Grey Wagtail) Motacilla cinerea
- サメハクセキレイ (Cape Wagtail) Motacilla capensis
- マダガスカルセキレイ (Madagascar Wagtail) Motacilla flaviventris
- ハイイロハクセキレイ (Mountain Wagtail) Motacilla clara

### イワミセキレイ属Dendronanthus
- イワミセキレイ (Forest Wagtail) Dendronanthus indicus

## 文化
セキレイ・鶺鴒およびその別名は秋の季語である。
日本書紀には、日本神話の国産みの伝承の一つとして、イザナギとイザナミが性交の仕方が分からなかったところにセキレイが現れ、セキレイが尾を上下に振る動作を見て性交の仕方を知ったという内容の異伝に関する記述がある。婚礼の調度に鶺鴒台があるのはそれに由来する。日本各地にはセキレイにまつわる伝承がある。静岡県三島、広島県などではセキレイを神の鳥と称し、みだりに捕らえないのは神使以上に神に交道を教えた万物の師の意味があるという。熊本県南関では子供らがムギわらでセキレイの形を製し、「したたきたろじゃ、今日は石ゃないぞ、あした来て叩け」と囃しながら、脚を持って頭尾を上下に動かして遊んだ（動植物方言及民俗誌）。生息地のひとつ岐阜県高山では、セキレイをいじめると、「親死ね、子死ね、鍋も茶碗も破れて終え」と鳴いて呪うという。伊勢神宮の神衣大和錦にはセキレイの模様があるという（和訓栞）。
台湾のアミ族の神話では、東海の孤島ボトルに男女2神が天下り、ホワック（セキレイ）が尾を振るのを見て交合の道を知った（生蕃伝説集）。
中国の「詩経」には「脊令」とあるが、脊（身体の背部）を揺るがす意味があるかはつまびらかにしないという。
セキレイはまた、トツギドリ、トツギオシエドリ、トツギマナビドリ、ツツナワセドリ、ツツマナバシラ、ミチオシエドリ、チチン、セキリ、などの別名がある。
その別名は、英語の wagtail と同じく尻を振り動かす意が多く、ついで尾で物を叩く意、動作の形容、出現の時期場所に関するもの、飛翔の時に発するチチンチチンという鳴声に関するものなどがある。
日本書紀ではセキレイは「にはくなふり」と称され、その語源について、諸説ある。
伊達政宗は花押に図案化したセキレイを使っていた。

## 自治体指定の鳥
日本のあきる野市、盛岡市、喜多方市など多数の区市町村の指定の鳥である。セキレイ属の種のキセキレイ、ハクセキレイなどを指定の鳥としているところも多数ある。

## 主な種の画像
|                             |                       |                           |
| ハクセキレイ M. alba lugens | キセキレイ M. cinerea | セグロセキレイ M. grandis |